# Eva Bal
Eva Bal, geboren als Eva Elisabeth Gerretsen (* 25. Juni 1938 in Den Haag; † 9. Mai 2021) war eine niederländische Regisseurin. 

## Leben und Wirken
Eva Bal absolvierte ihr Schauspielstudium an der Hogeschool voor Dramatische Kunst in Utrecht. In den 1960er Jahren ging sie nach Belgien, um dort Kurse zu geben und arbeitete einige Zeit für das Kultusministerium und setzte sich bereits während dieser Tätigkeit mit Möglichkeiten der Förderung von Jugendtheatern auseinander. 1978 gründete sie in Gent das Theaterzentrum für Kinder und Jugendliche Speeltheater Gent, das sich an verschiedenen Standorten in Gent befand. Sie initiierte Workshops mit professionellen Schauspielern, arbeitete mit Regisseuren und Schauspielern wie Raymond Bossaerts (1938–2020), Frans Van der Aa und Mia Grijp (* 1953) zusammen und gab auch außerhalb der Belgiens Gastspiele. Für die Produktion Wie troost Muu? (1987) erhielt sie den Signalpreis, De Boot (1983) wurde später von Jaco Van Dormael verfilmt. Mit Alain Platel produzierte sie Landscape of Laura (1991) und The Garden (1992). Im Jahr 1993 zog das Speeltheater in die Kopergierty, eine alte Kupfergießerei in der Blekerijstraat. Im neuen Theater wurden nicht nur eigene Kreationen gespielt, sondern auch nationale und internationale Gastkompanien eingeladen.
Am 3. Oktober 2000 wurde sie von König Albert II. für ihre Pionierarbeit im Jugendtheater in den Adelsstand erhoben und erhielt den Titel „Baroness“. Als Motto wählte sie „The Can“. 2003 übergab Eva Bal die künstlerische Leitung von Kopergierty an Johan De Smet, der gemeinsam mit einem Team ihre Arbeit lokal, national und international weiterentwickelt.
Eva Bal war in erster Ehe mit August Bal verheiratet, das Paar hatte zwei Söhne und eine Tochter. Nach dem Tod ihres Mannes im Jahr 1984 heiratete sie Walter Mareen. Eva Bal litt in den letzten Jahren ihres Lebens an der Alzheimer-Krankheit und starb mit 82 Jahren.